# Salvador Jorge Blanco
Jose Salvador Omar Jorge Blanco (Santiago de los Caballeros, 5 juli 1926 - Santo Domingo, 26 december 2010) was een Dominicaans politicus, advocaat en schrijver. Als senator van de Partido Revolucionario Dominicano (PRD) werd hij in 1982 gekozen als de 48e president van de Dominicaanse Republiek.

## Loopbaan
Het begin van Jorge Blanco's politieke loopbaan was als secretaris van het Comité voor de Unión Civica de Santiago in 1963 en daarna als lid van de PRD in 1964.
Salvador Jorge Blanco werd aan het einde van zijn mandaat in 1986 door velen beschouwd als een van de meest veelbelovende politieke leiders in de Dominicaanse Republiek. Echter, er volgde een lange ondervraging en daarna een arrestatiebevel voor corruptie in verband met illegale commissies op de aankoop van apparatuur voor het leger. Jorge Blanco vluchtte op 30 april 1987 naar de Venezolaanse ambassade, met het verzoek voor politiek asiel. Een hartprobleem leidde tot zijn internering in een kliniek in Santo Domingo. Jorge Blanco mocht naar de Verenigde Staten voor een medische behandeling, nadat hij erkende dat er een arrestatiebevel voor hem was. In november 1988 werd Blanco door president Joaquín Balaguer, die hem had opgevolgd, beschuldigd van corruptie. Blanco werd vervolgd (in absentie) door Marino Vinicio Castillo, en uiteindelijk veroordeeld tot een miljoenenboete en 23 jaar gevangenis. Het proces was enkele maanden op de televisie te volgen. In mei 2001 heeft het Hof van Cassatie de zaak beoordeeld: zij vond de zaak beschadigd door schendingen van de rechten van ex-president Jorge Blanco en de beschuldiging nietig verklaard. Blanco heeft altijd ontkend en beweerde dat zijn nachtmerrie het gevolg was van politieke vervolging door Joaquín Balaguer.
Op 25 november 2010 werd de ex-president naar de eerste hulp van het Center for Advanced Medicine dr. Abel González gebracht, omdat hij na een val uit zijn bed zijn hoofd stootte, waardoor zware interne bloedingen ontstonden. Op de vroege ochtend van 26 december 2010 kreeg hij een hartaanval en overleed nadat hij 37 dagen in coma had gelegen.